# L'amore porta fortuna
L'amore porta fortuna (Kismat Konnection) è un film del 2008 diretto da Aziz Mirza che aveva precedentemente diretto film come Yes Boss (1997), Phir Bhi Dil Hai Hindustani (2000) e Chalte Chalte (2003). Il film vede come protagonisti due noti attori di Bollywood, Shahid Kapoor e Vidya Balan.
In Italia il film è distribuito dalla Rai, che lo ha trasmesso per la prima volta all'interno del ciclo Le stelle di Bollywood il 27 agosto 2011 alle 21.30 su Rai 1.

## Trama
Raj Malhotra è un architetto; anche se ai tempi della scuola era considerato uno studente modello non si può dire lo stesso della vita lavorativa. Egli infatti le prova tutte ma la sfortuna lo perseguite. Raj decide di andare dalla zingara Haseena Bano Jaan la quale gli rivela che non ha un'ottima fortuna e ha bisogno di un portafortuna o di una persona che può cambiare la sua vita. Il destino farà incontrare a Raj la giovane Priya, sempre pronta ad aiutare il prossimo e impegnata nel tentativo di salvare un centro d'accoglienza. Anche se all'inizio i due non vanno d'accordo Raj si rende conto di aver trovato il suo portafortuna. Però Raj non è stato totalmente sincero con Priya, egli infatti afferma di volerla aiutare a salvare il centro d'accoglienza quando in realtà è lui che ha progettato il centro commerciale che sorgerà al suo posto. Arriva il momento in cui Raj dovrà fare i conti con la realtà, e Priya, quando scoprirà di essere stata presa in giro, ne rimarrà sconvolta e soprattutto delusa. Raj si ritroverà così a dover scegliere tra la persona portafortuna, della quale si è nel frattempo innamorato, e il lavoro che ha finalmente trovato dopo tanti sacrifici.

## Colonna sonora
La musica è stata composta da Pritam mentre i testi sono stati scritti da Sayeed Quadri & Shabbir Ahmed. 'Soniye Ve' è stata composta da Sajid-Wajid.
1. Move Your Body Now - Shaan, Akriti Kakkar & Hard Kaur
2. Mere Naal Aaja Soniye - Sonu Nigam & Sunidhi Chauhan
3. Kahin Na Lage Mann - Mohit Chauhan & Shreya Ghoshal
4. Aye Paapi - Neeraj Shridhar
5. Bakhuda Tumhi Ho - Atif Aslam & Alka Yagnik
6. Bakhuda Tumhi Ho Remix - Atif Aslam & Alka Yagnik
7. Aye Paapi Remix - Neeraj Shridhar
8. Move Your Body Now Remix - Shaan, Adeel, Suhail Kaul, Hard Kaur & Akriti Kakkar
9. Kahin Na Lage Mann Remix - Mohit Chauhan & Shreya Ghoshal
10. Mere Naal Aaja Soniye Remix - Sonu Nigam & Sunidhi Chauhan

## Curiosità
- Il film è liberamente ispirato al film Baciati dalla sfortuna con Lindsay Lohan e Chris Pine.